# Gutštejn
Gutštejn je zřícenina hradu jihovýchodně od Konstantinových Lázní v okrese Tachov. Stojí v lesnaté a krajině Plaské pahorkatiny na ostrožně nad potokem Hadovka v nadmořské výšce 425 metrů. Od roku 1964 je chráněn jako kulturní památka. Je ve vlastnictví státu (správu zajišťuje Národní památkový ústav) a je přístupný veřejnosti.
Hrad byl založen na přelomu třináctého a čtrnáctého století příslušníky rozrodu Hroznatovců a stal se rodovým hradem pánů z Gutštejna. Jejich požadavkům přestal vyhovovat a od patnáctého století majitelé upřednostňovali jiná sídla. Gutštejn však udržovali až do poloviny šestnáctého století, kdy hrad po připojení k bezdružickému panství ztratil svou sídelní funkci a začal chátrat. Definitivně zpustl nejspíše za třicetileté války.

## Historie
Hrad Gutštejn byl založen v době okolo roku 1300. Jeho zakladatelem byl nejspíše Jetřich z rodu Hroznatovců, syn Jetřicha z Krašovic. První nepřímá zmínka o hradu pochází z roku 1319 a nachází se v listině, podle které tepelský opat Vyšemír Jetřichovi a jeho synu Sezemovi pronajal tři vesnice na dobu deseti let. Další nepřímá zmínka se nachází v predikátu bratrů Jana, Jetřicha a Půty z roku 1366, kdy uplatnili své patronátní právo k líšťanskému kostelu.
Roku 1379 byl jediným majitelem hradu a vesnic Břetislav, Hradiště a Líšťany Půta z Gutštejna. Někdy po roce 1409 však Gutštejn postoupil bratru Jetřichovi II., který se stal zakladatelem hlavní rodové linie pánů z Gutštejna. Zemřel po roce 1417 a majetek zdědili jeho synové Burian a Jan starší z Gutštejna. Hlavním Burianovým sídlem byl zpočátku hrad Rabštejn a později Preitenstein, Jan sídlil na Dolní Bělé a o Gutštejn se zpočátku dělili.
Na začátku husitských válek hrad oblehlo vojsko Jana Žižky z Trocnova. Podle Miloslava Bělohlávka a Petra Čorneje hrad dobylo, podle Augusta Sedláčka a Tomáše Durdíka nikoliv. V roce 1439 sídlil Jan na Gutštejně, ale po jeho smrti hrad zdědil Burian.
Také Burian II. dával přednost Preitensteinu. Oženil se se Sidonií z Ortenburgu a měli spolu pět synů: Kryštofa, Jindřicha, Jetřicha, Volfa a Jana. Podrobnosti o rozdělení rozsáhlého rodinného majetku nejsou známé, ale čtyři z bratrů do roku 1530 zemřeli, a Gutštejn tak připadli Volfovi z Gutštejna, jehož sídlem byla Chyše. Na hradě nesídlili ani Volfovi bratři a v roce 1503 jej využíval jejich příbuzný Jan Všerubský z Gutštejna, kterému hrad sloužil jako pevnost v soukromé válce s knížetem Jiřím Saským. Jetřich z Gutštejna na hradě z pověření nejvyššího kancléře Albrechta Libštejnského z Kolovrat roku 1507 vedl jednání s posly kurfiřta Filipa Falckého.
Roku 1549 jeho syn Viktorin prodal hrad se dvorem a pěti vesnicemi za 3 250 kop českých grošů Hanuši Elpognárovi z Dolního Šenfeldu, který jej připojil k bezdružickému panství. V letech 1549 a 1566 byl hrad ještě udržován a zcela opuštěn byl během třicetileté války.

## Stavební podoba
Dispozice hradu byla dvojdílná. Přístup k němu chránil šíjový příkop, za kterým se nacházelo předhradí, z jehož zástavby se dochoval pouze ve skále vytesaný sklípek. Hradní jádro se nachází za dalším příkopem a jeho stavební vývoj nejspíše ovlivnilo málo stabilní podloží tvořené břidlicemi.

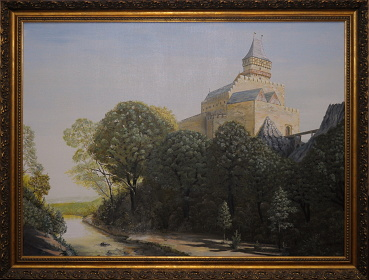
Umělecká rekonstrukce podoby hradu

Dominantou hradu je čtverhranný bergfrit se zaoblenými nárožími. Do věže se vstupovalo portálkem vybaveným padacím mostem, který byl přístupný pomocí prampouchu ze sousední budovy nebo parkánové hradby postavené kolem věže. Ta jižně od věže vymezuje malé nádvoří. Bergfrit byl postaven až v průběhu čtvrté stavební etapy v prostoru zbouraného severovýchodního nároží jádra. I věž vznikla během několika stavebních fází. Zatímco trámy původního krovu byly dendrochronologicky datovány do let 1421–1422, trámy z nejvyšší úrovně věže pochází až z období po roce 1485. Jako doba výstavby věže se obvykle udává přelom čtrnáctého a patnáctého století, ale je možné, že byla založena už kolem poloviny století čtrnáctého.
Východně od věže se nachází vstupní nádvoří, v němž stávala hospodářská budova. Hradba nádvoří na jižní straně pokračovala jako parkánová zeď širokého parkánu. Nádvoří i parkán byly postaveny během druhé stavební fáze. V místech východní místnosti pozdějšího jižního paláce stávala pravděpodobně patrová vstupní brána a na ni navazovalo nižší křídlo v prostoru parkánu.
Na věž navazuje obvodová hradba, která na severní a západní straně obsahuje nejstarší dochované zdivo na hradě. Její zaoblené nároží je však mladší. K hradbě přiléhala menší budova se dvěma plochostropými podlažími a polopatrem či ochozem, na jejímž místě byl později, současně se stavbou věže, postaven severní třípatrový palác. Jižní palác vznikl při páté stavební fázi a využil starší konstrukce, ke kterým patří rozměrný sklep s valenou klenbou. V přízemí paláce se nacházely dvě místnosti. V prvním patře byly nejméně tři pokoje včetně roubené komory na západní straně. Nejspíše současně s výstavbou paláce byla zvýšena věž a v úrovni jejího druhého patra proražen nový vstupní otvor, který ji propojil se severním palácem.
Během pozdně gotické přestavby byly snad drobně upraveny oba paláce a zesíleno opevnění vstupního nádvoří. Tam byla vybudována rozměrná střílna a střelecký ochoz hradby, který se napojoval na roubené nebo hrázděné patro parkánového křídla. Poslední stavební úpravy proběhly v první polovině šestnáctého století a měly především údržbový charakter.

## Archeologie
Na hradě byly při archeologických výzkumech nalezeny čtyři soubory kachlů z druhé poloviny patnáctého až druhé poloviny šestnáctého století. Nejstarší z kamen nejspíše objednal Burian II. z Gutštejna, byť hypotézu zpochybňuje výskyt husitského motivu, protože Burian II. patřil k významným katolíkům. Dvě sady kachlů pochází z doby na přelomu patnáctého a šestnáctého století, ale jejich přiřazení konkrétnímu objednateli komplikují složité a nejasné majetkové poměry v té době. Čtvrtý soubor kachlů byl nalezen v budově na dolním nádvoří. Jeho původ ze druhé poloviny šestnáctého století dokládá užívání hradu i po roce 1549.